# Peter Mrozynski
Peter Mrozynski (* 22. Dezember 1941 in Berlin; † 30. Dezember 2023) war ein deutscher Jurist mit Schwerpunkt Sozialrecht, Münchener Rechtsanwalt und emeritierter Professor an der Fakultät 11 Angewandte Sozialwissenschaften der Hochschule für angewandte Wissenschaften München.

## Leben
Mrozynski studierte Rechtswissenschaft an der Humboldt-Universität zu Berlin, der Georg-August-Universität Göttingen und der Ludwig-Maximilians-Universität München. Von 1973 bis 1978 war er als Rechtsanwalt in München tätig und war unter anderem als Strafverteidiger für die Angeklagten des Valley MC im Jahr 1973. Im Zeitraum seiner Tätigkeit als Rechtsanwalt promovierte er 1976 an der Universität Hamburg mit einer Arbeit zum Thema Die Arbeitserziehung arbeitsscheuer jugendlicher Straftäter außerhalb geschlossener Anstalten.
Von 1978 bis 2009 lehrte er an der Hochschule München. Schwerpunkt in Lehre und Forschung waren die Gebiete Grundsicherung und Sozialhilfe, Kranken- und Pflegeversicherung und Rehabilitation. Seit 2010 war er bei der Kanzleigesellschaft Bernzen Sonntag und auch wieder als Rechtsanwalt in München tätig.
Neben diversen Aufsätzen in Fachzeitschriften verfasste er Kommentare zum Ersten, Achten und Neunten Buch Sozialgesetzbuch (Teil 1) sowie seit 2006 das Loseblattwerk Handbuch der Grundsicherung und Sozialhilfe.